# Ginnastica ai Giochi della XXVIII Olimpiade - Parallele asimmetriche

## Finale
| Posiz | Ginnasta                          | Valore Partenza | Rep. Ceca (bandiera) | Germania (bandiera) | Giappone (bandiera) | Bielorussia (bandiera) | Grecia (bandiera) | Uzbekistan (bandiera) | Penalità | Totale |
| ----- | --------------------------------- | --------------- | -------------------- | ------------------- | ------------------- | ---------------------- | ----------------- | --------------------- | -------- | ------ |
|       | Émilie Lepennec Francia           | 10.00           | 9.70                 | 9.70                | 9.60                | 9.70                   | 9.65              | 9.75                  | —        | 9.687  |
|       | Terin Humphrey Stati Uniti        | 10.00           | 9.65                 | 9.65                | 9.55                | 9.70                   | 9.70              | 9.65                  | —        | 9.662  |
|       | Courtney Kupets Stati Uniti       | 10.00           | 9.65                 | 9.65                | 9.60                | 9.65                   | 9.60              | 9.70                  | —        | 9.637  |
| 4     | Kwang Sun Pyon Corea del Nord     | 10.00           | 9.50                 | 9.60                | 9.60                | 9.55                   | 9.65              | 9.65                  | —        | 9.600  |
| 5     | Li Ya Cina                        | 10.00           | 9.55                 | 9.70                | 9.55                | 9.55                   | 9.60              | 9.55                  | —        | 9.562  |
| 6     | Nicoleta Daniela Șofronie Romania | 10.00           | 9.50                 | 9.45                | 9.30                | 9.55                   | 9.40              | 9.50                  | —        | 9.462  |
| 7     | Lin Li Cina                       | 9.70            | 9.25                 | 9.10                | 9.20                | 9.00                   | 9.25              | 9.25                  | —        | 9.200  |
| 8     | Svetlana Chorkina Russia          | 9.70            | 8.95                 | 8.90                | 8.90                | 8.90                   | 8.95              | 8.95                  | —        | 8.925  |